# Церковь Святого Михаила (Корнхилл, Лондон)
Церковь Святого Михаила (Сент-Майкл Корнхилл; англ. St Michael, Cornhill) — англиканская приходская церковь в квартале Корнхилл (Сити) города Лондона (Великобритания); была основана ранее 1133 года; современное здание было построено в 1670-х годах.

## История и описание
Церковь Святого Михаила в Корнхилле была основана ранее 1133 года. Храм находился в ведении аббата монастыря Ившем (Evesham) до 1503 года, после чего церковь была переуступлена местной компании «Drapers' Company» (Worshipful Company of Drapers). Новая башня-колокольня была построена в 1421 году — возможно, после пожара в храме. Историк XVI века Джон Стоу описал церковь как «прекрасную…, но — после того, как её земли были переданы Эдуарду VI — она сильно пострадала из-за строительства четырех многоквартирных домов на северной стороне…». Изготовитель органов Мигхелл Гланцетс (Myghell Glancets) работал в церкви Святого Михаила в Корнхилле в 1475 году; возможно, это тот же человек, что и «Мигэлл Глосетир» (Mighaell Glocetir), работавший в церкви Пресвятой Девы Марии в Биллингсгейте в период с 1477 по 1479 год.
Средневековая церковь, за исключением колокольни, была разрушена во время Великого лондонского пожара 1666 года. Строительство нынешнего здания было начато в 1672 году: проект традиционно приписывается архитектору Кристоферу Рену, хотя существует мнение, что приход заключил прямой контракт со строителями. Новая церковь имела 83 фута в длину и 67 футов в ширину. Стены не образовывают прямых углов, что указывает на повторное использование средневекового фундамента.
Башня XV века была снесена в 1704 году по приказу архиепископа — к тому моменту она начала заметно разрушаться. Новая колокольня, высотой в 130 футов, была построена к 1721 году: проект нижних ярусов, вероятно, был выполнен Уильямом Дикинсоном, работавшим в офисе Рена. В связи с финансовыми трудностями, в 1717 году строительные работы были прекращены — когда башня была достроена наполовину. С помощью гранта от Комиссии по строительству пятидесяти новых церквей (Commission for Building Fifty New Churches) проект был завершён под руководством инспектора Николаса Хоксмура.
Ремонтные работы в храме проводились в 1751, 1775 и 1790 годах. В конце 1850-х годов храм был значительно перестроен: в частности, стены алтаря были выложены панелями из цветного мрамора, а ко входу было пристроено крыльцо в стиле «франко-итальянской готики». В 1920 году у входа в церковь был открыт мемориал погибшим на Первой мировой войне — бронзовая статуя Святого Михаила работы скульптора Ричарда Реджинальда Гулдена (Richard Reginald Goulden). Церковь избежала серьезных повреждений во время Второй мировой войны. 4 января 1950 года церковное здание было внесено в список памятников архитектуры первой степени (Grade I).